# Serguéi Kovalenko (baloncestista)
Sergei Kovalenko, en ruso: Серге'й Ива'нович Ковале'нко (nacido el 11 de agosto de 1947 en Lüshunkou, Georgia y muerto en Kiev, Ucrania 18 de noviembre de 2004), es un exjugador de baloncesto de la URSS. Consiguió 5 medallas en competiciones internacionales con la Unión Soviética.

## Clubes
- 1965-1968  Burevestnik Tbilisi
- 1969-1975  Budivelnyk Kiev
- 1976-1982 CSKA Moscú